# لیمبو (بازی ویدئویی)
لیمبو (به انگلیسی: Limbo) یک بازی ویدئویی در سبک سکوبازی و معمایی دوبعدی است و توسط شرکت دانمارکی پلی‌دد ساخته شده‌است. بازی در ابتدا به‌طور انحصاری زمانی در ژوئیه ۲۰۱۰ برای ایکس‌باکس لایو آرکید منتشر شد و یک سال بعد وقتی انحصار زمانی ایکس‌باکس ۳۶۰ اتمام یافت، پلی‌دد آن را برای پلی‌استیشن ۳ و مایکروسافت ویندوز پورت کرده و برای دانلود در اختیار قرار داد. نسخۀ مک اواس‌اکس بازی نیز در دسامبر ۲۰۱۱ و نسخۀ لینوکس آن در مه ۲۰۱۲ انتشار یافت. لیمبو ثابت کرد که بدون گرافیک قوی هم می‌توان بازی‌های خوب و با کیفیت ساخت.

## روند بازی

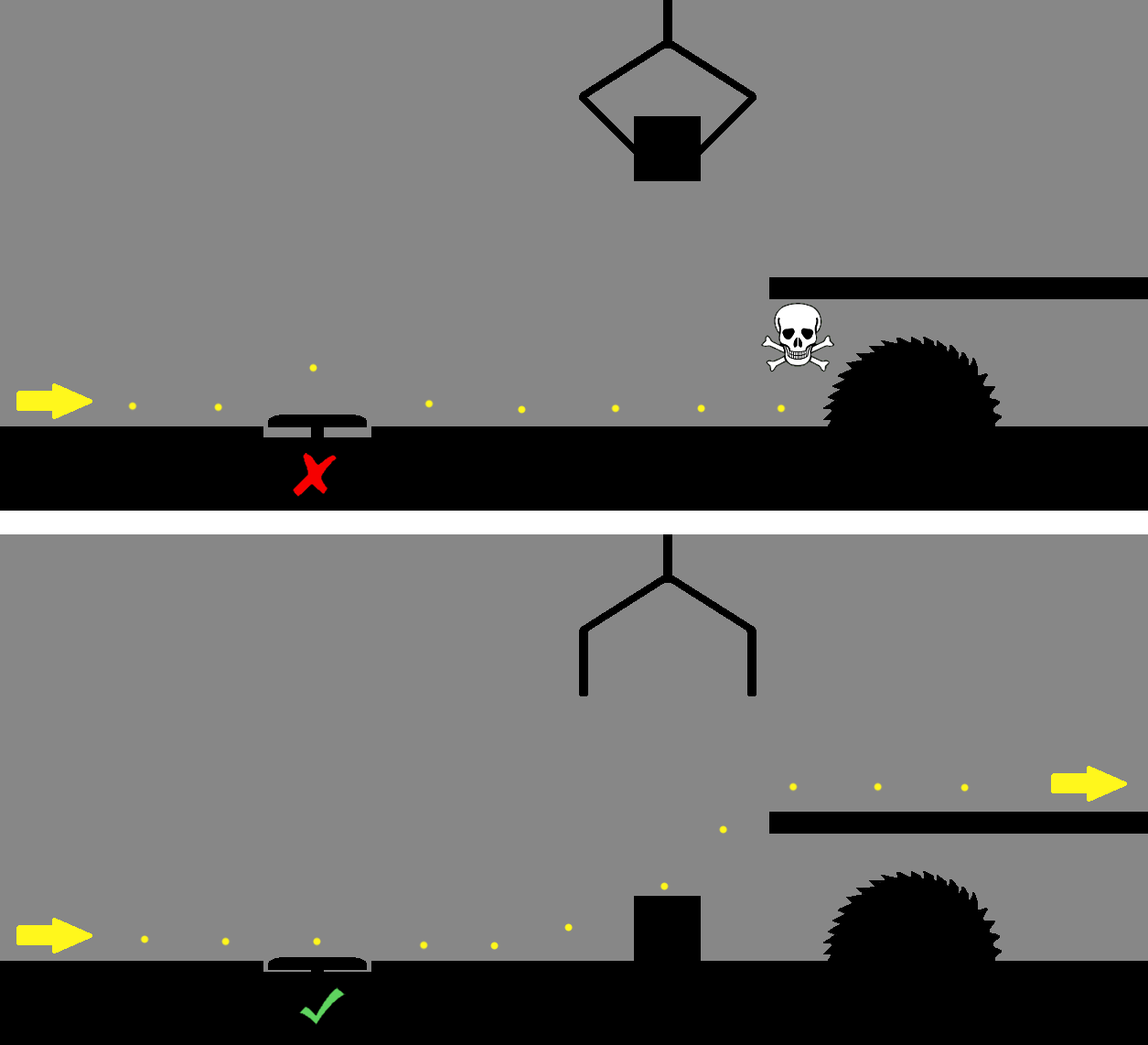
عکسی از بخشی از بازی لیمبو

لیمبو یک بازی در سبک سکوبازی و معمایی است که در یک فضای دوبعدی اتفاق می‌افتد. پسرک می‌تواند در حین بازی به جلو و عقب حرکت کند، بپرد، از طناب و نردبان بالا برود و بعضی اشیاء را هل دهد یا بِکِشد. محیط بازی یک محیط تاریک، خاکستری و سیاه و سفید است. این محیط خاکستری رنگ و تاریک به همراه صداگذاری یک محیط رعب‌آور را برای بازیکن به وجود می‌آورد که هر لحظه ممکن است در آن به وسیلهٔ عاملی شکار شود. تاریکی این بازی گاهی اوقات تله‌هایی که در بازی کار گذاشته شده را پنهان می‌کند. در این بازی خطرات زیادی پسرک را تهدید می‌کند؛ از تله حیوانات در سطح جنگل گرفته تا عنکبوت بزرگ و کرم‌هایی که به سر پسرک می‌چسبند و کنترل او را به‌دست می‌گیرند و پسرک باید تا جایی پیش برود که بتواند آن را از خود جدا کند. بازیکن می‌تواند به اختیار بازی را با پیدا کردن تخم کرم‌های مخفی در بازی و مردن حداکثر ۵ بار یا کمتر به پایان برساند.

## داستان
شخصیت اول داستان پسربچۀ کوچک و بدون نامی است که در محلی به‌نام «لبه جهنم» در وسط یک جنگل از خوابی عمیق بیدار می‌شود. این پسر بچۀ کوچک آنقدر ضعیف و ناتوان است که نه در آب می‌تواند شنا کند و نه توان هول دادن چیزهای نسبتاً سنگین را دارد. هنگامی که او به‌دنبال خواهر گم شده‌اش می‌گردد، با انسان‌های معدودی مواجه می‌شود که یا قصد کشتن او را دارند یا از او فرار می‌کنند. البته فرار نه از روی ترس بلکه برای یافتن یا رفتن به جایی که بتوانند پسرک را به‌دلیل نامعلومی بکشند. پسر کوچک در وسط بازی به چندقدمی خواهرش می‌رسد اما اتفاقی می‌افتد که باز مانع رسیدن آن دو به هم می‌شود. در آخر پسربچه از میان این همه معما، تیغه‌های برنده، انسان‌هایی که معلوم نیست به چه دلیل خواهان کشتن پسرک هستند و از همه مهم‌تر عنکبوت غول‌آسا می‌گذرد و به خواهرش می‌رسد و بازی به‌طور خاصی به پایان می‌رسد.
شروع و پایان مبهم بازی این امکان را به بازیکن می‌دهد که خود داستان بازی را پیدا کند و تفاسیر و تحلیل‌های مختلفی از بازی داشته باشد. برای مثال داستان بازی می‌تواند به این صورت تحلیل شود که پسرک و خواهرش در کلبۀ درختی خود بوده‌اند (با توجه به مکان پایان بازی) و پسرک به‌طور ناگهانی از درخت پایین افتاده و وارد عالم برزخ شده و تصور می‌کند که خواهرش را گم کرده‌است که پس از تلاش فراوان با عبور از مرز دنیا و برزخ وارد دنیا شده و به خواهر خود می‌رسد درحالی‌که بالای سر جسم او به گریه و زاری مشغول است. پسرک زمانی که به خواهرش می‌رسد اندکی می‌ایستد که می‌تواند نشانۀ این باشد که جسم خود را دیده و متوجه حادثه‌ای که اتفاق افتاده‌است شده‌باشد و بعد به طرف خواهرش حرکت می‌کند و خواهرش هنگامی که حضور روح پسرک را احساس می‌کند، وحشت‌زده از جا می‌پرد، ولی او را نگاه نمی‌کند. در آخر بخش لیست سازندگان بازی تصویری از همان محل نشان داده می‌شود که اجساد آن پسر و خواهرش فاسد شده و چند مگس بالای اجساد آن‌ها هستند.